# سيباستيان غونزاليس (لاعب كرة قدم تشيلي)
سيباستيان إغناسيو غونزاليز فالديز (بالإسبانية: Sebastián González) (مواليد 14 ديسمبر 1978 في فينيا دل مار) لاعب كرة قدم تشيلي دولي يجيد اللعب في خط الهجوم . يلعب حاليا لصالح نادي بوتروس نيزا المكسيكي من سنة 2010 .

## روابط خارجية
- سيباستيان غونزاليز على موقع قاعدة بيانات كرة القدم.إي يو (الإنجليزية)
- سيباستيان غونزاليز على موقع ناشيونال فوتبول تيمز (الإنجليزية)
- سيباستيان غونزاليز على موقع Soccerway.com (الإنجليزية)
- سيباستيان غونزاليز على موقع عالم كرة القدم.نت (الإنجليزية)
- سيباستيان غونزاليز على موقع أوليمبيديا (الإنجليزية)